# Eric Johanson (1905–1973)
Eric William Johanson (i riksdagen kallad Johanson i Västervik), född 11 oktober 1905 i Västervik, död där 21 juli 1973, var en svensk typograf och socialdemokratisk politiker.
Johanson var ledamot av andra kammaren 1953–1970. Han var också ledamot av den nya enkammarriksdagen från 1971, invald i Kalmar läns valkrets.